# Josef Václav Frič
 (mars 2015).
Si vous disposez d'ouvrages ou d'articles de référence ou si vous connaissez des sites web de qualité traitant du thème abordé ici, merci de compléter l'article en donnant les références utiles à sa vérifiabilité et en les liant à la section « Notes et références ».
Pour les articles homonymes, voir Frič.
Josef Václav Frič (pseudonyme M. Brodský), né le 5 septembre 1829 à Prague et mort le 14 octobre 1890 dans la même ville, est un écrivain, journaliste et homme politique tchèque, représentant du romantisme dans son pays.

## Biographie
Il était le fils de l'avocat et patriote pragois Josef František Frič. Alors qu’il était encore au lycée académique à Prague, il décida de devenir poète.
En 1848 il fut choisi comme porte-parole du mouvement étudiant radical Slávie et, après qu’eut éclaté la révolte, fut avec Johann Rittig (de) l'un des chefs des étudiants qui luttaient sur les barricades. Après la répression de l’insurrection de Prague en 1848, le chef du mouvement étudiant quitta la ville et passa en Slovaquie où il participa à la Révolte contre les Hongrois (de).
De retour à Prague, il fonda avec ses camarades de combat la Českomoravské bratrstvo (fraternité bohêmienne-morave). Jeté en prison la même année il fut condamné le 10 mai 1851 pour trahison à dix-huit ans de prison. Il dut purger sa peine dans la ville hongroise de Komárom, aujourd'hui Komárno en Slovaquie. Pendant sa détention il rédigea quelques-uns de ses ouvrages. En avril 1854, il fut gracié.
Après son retour, il essaya en vain de publier une revue.
En 1858, jugé irrécupérable, il fut emprisonné une nouvelle fois et fut libéré un an plus tard à la condition d’émigrer immédiatement. Il se rendit à Londres, mais la même année passa à Paris puis à Berlin. De l'étranger il continua sa lutte impitoyable contre la monarchie autrichienne.
Les conceptions de Frič étaient irréalistes. L'absence de perspectives de son action, la fatigue, les privations et la nostalgie de sa patrie le contraignirent à renoncer à sa lutte. Dans les années 1870, il vécut à Budapest et à Zagreb. Ce n’est qu’en 1880 qu’il fut autorisé à retourner dans sa patrie.
Une fois de retour, il se trouva devant un monde nouveau qu'il ne comprenait pas. Il avait en face de lui une génération qui se représentait le monde autrement, qui avait d’autres aspirations. Dès lors il ne se consacra plus qu’à la littérature et écrivit pour des revues de jeunesse, se retirant complètement de la politique.

## Ouvrages
J. V. Frič écrivit pour un grand nombre de journaux et revues. Ses Písně z bašty (Les Chants du Bastion), recueil de poèmes romantiques, ne furent publiés qu’après sa mort. Il a également écrit des drames sur des personnages historiques (Venceslas de Luxembourg, Sventopluk et Rostislav, Henri II de Poděbrady).
En 1855 il publia l'almanach Lada-Nióla dans lequel, avant tout, de jeunes auteurs purent faire connaître leurs idées. Il avait appartenu aussi au groupe des Májovci et travaillé avec eux pour la publication de l'almanach Máj.